# Merle de Kessler
Turdus kessleri
Espèce
Statut de conservation UICN

 LC  : Préoccupation mineure
Le Merle de Kessler (Turdus kessleri) est une espèce de passereaux appartenant à la famille des Turdidae.
Son aire s'étend à travers le centre de la Chine.
Son cadre naturel de vie est la forêt et les broussailles des zones tempérées.